# Pecora (araldica)
In araldica la pecora è simbolo di grandi possedimenti terrieri idonei alla pastorizia. Per la sua natura, però, simboleggia anche dolcezza e mansuetudine.

## Posizione araldica ordinaria
La pecora si rappresenta abitualmente passante e questa posizione non si blasona. Porta la testa bassa e questa posizione e la mancanza delle corna la distingue dall'ariete, mentre tende a confondersi con l'agnello (non però con l'agnello pasquale, che ha caratteristiche proprie).

## Attributi araldici
- Addormentata, e si rappresenta giacente con la testa rivoltata e poggiata in terra o sulle zampe e gli occhi chiusi;
- collarinata quando ha un collare di diverso smalto;
- coricata o accovacciata, quando è per terra con la testa levata;
- ferma quando poggia a terra le quattro zampe;
- nascente quando esce da una partizione o da una pezza e per conseguenza se ne vede solo la testa, il collo e le zampe anteriori;
- pascente se pascola;
- saliente quando è in posizione rampante; se sono due affrontate, si dicono controsalienti;
- squillante (o squillata) o clarinata quando ha un campanello al collo;
- unghiata o zoccolata quando ha gli zoccoli di un diverso smalto;
- uscente quando esce da una partizione, da una pezza o da un lembo dello scudo e per conseguenza se ne vede solo la metà di destra.

## Esempi

Di rosso ad una pecora d'argento (stemma di Torregrotta)
D'azzurro, al pastorale d'oro, accostato in capo da due gigli dello stesso, alla pecora d'argento, attraversante sul tutto (Éblange, Francia)
Pecora passante (stemma di Schafisheim, Svizzera)